# Huawei
Huawei (華為，Hán-Việt: Hoa Vi), tên đầy đủ là Công ty trách nhiệm hữu hạn kỹ thuật Hoa Vi (/ˈhwɑːˌweɪ/; giản thể: 华为; phồn thể: 華為; bính âm: Huáwéiⓘ hay 华为技术有限公司; tiếng Anh: Huawei Technologies Co.) là một tập đoàn đa quốc gia về thiết bị mạng và viễn thông, có trụ sở chính tại Long Cương, Thâm Quyến, Quảng Đông, Trung Quốc.
Huawei được thành lập năm 1987 bởi Nhậm Chính Phi, một cựu kỹ sư của Giải phóng quân Nhân dân Trung Quốc. Vào thời điểm thành lập, Huawei tập trung vào sản xuất các thiết bị chuyển mạch điện thoại, nhưng từ đó mở rộng kinh doanh bao gồm xây dựng mạng viễn thông, cung cấp dịch vụ và thiết bị tư vấn và vận hành cho các doanh nghiệp trong và ngoài Trung Quốc, và sản xuất thiết bị truyền thông cho thị trường tiêu dùng.  Tới cuối năm 2018, Huawei có khoảng 188.000 nhân viên, với khoảng 80.000 người tham gia vào các Trung tâm nghiên cứu và phát triển (R&D). Hiện tại, Huawei có 21 trung tâm R&D trên toàn thế giới với tổng vốn đầu tư lên tới hơn 15 tỉ $ (năm 2018).
Các sản phẩm của Huawei hiện có mặt tại hơn 170 quốc gia . Hơn 1.500 đối tác cũng giúp công ty này cung ứng sản phẩm và dịch vụ tới 1/3 dân số thế giới. Năm 2012, tập đoàn này vượt qua Ericsson để trở thành công ty cung cấp thiết bị viễn thông lớn nhất thế giới, và tới năm 2018 thì vượt qua Apple để trở thành nhà cung cấp smartphone lớn thứ hai trên thế giới sau Samsung Electronics. Huawei được Fortune Global 500 xếp hạng 72 trong số các doanh nghiệp lớn nhất toàn cầu. Tháng 12 năm 2018, doanh thu của công ty đạt 108,5 tỉ $, tăng 21% so với năm 2017. Hiện tại, Huawei cũng được coi là nhà cung cấp công nghệ 5G số 1 thế giới.
Dù có nhiều thành công về thương mại, tuy nhiên Huawei thường xuyên bị chỉ trích về những vấn đề an ninh mạng, đặc biệt từ chính quyền Hoa Kỳ khi cho rằng công ty này là backdoor cho hệ thống gián điệp từ chính phủ Trung Quốc. Đặc biệt, Washington đã có những động thái cấm các hoạt động của Huawei cùng nhà mạng ZTE và các đối tác khác tại lãnh thổ nước này. Cuối năm 2018, Huawei bị cấm mọi hoạt động thương mại trên lãnh thổ Hoa Kỳ và tới ngày 19 tháng 5 năm 2019, Google – nhà cung cấp hệ điều hành Android cho các sản phẩm Huawei – cũng tuyên bố ngừng cung cấp cập nhật và phần mềm cho hãng này. Một số lượng lớn các nhà cung cấp và hiệp hội cũng đã cắt đứt quan hệ hoặc hạn chế kinh doanh với Huawei.

## Lịch sử

### Những năm đầu
Nhậm Chính Phi cựu phó giám đốc quân đoàn kỹ thuật của Quân Giải phóng Nhân dân, đã thành lập Huawei vào năm 1987 tại Thâm Quyến. Công ty báo cáo rằng họ có 21.000 nhân dân tệ (khoảng 5.000 đô la Mỹ vào thời điểm đó) vốn đăng ký từ Nhậm Chính Phi và năm nhà đầu tư khác tại thời điểm thành lập, mỗi người đóng góp 3.500 nhân dân tệ. Năm nhà đầu tư ban đầu này đã dần rút vốn đầu tư của họ vào Huawei. Tuy nhiên, The Wall Street Journal cho rằng Huawei đã nhận được khoảng "46 tỷ đô la Mỹ tiền cho vay và hỗ trợ khác, cùng với 25 tỷ đô la Mỹ tiền giảm thuế" kể từ khi chính phủ Trung Quốc có lợi ích trong việc thúc đẩy một công ty cạnh tranh với Apple và Samsung.
Trong những năm đầu thành lập, mô hình kinh doanh của công ty chủ yếu là bán lại các thiết bị chuyển mạch trạm nhánh tư nhân (PBX) được nhập khẩu từ Hồng Kông. Đồng thời, công ty cũng tiến hành đảo ngược thiết kế các thiết bị chuyển mạch nhập khẩu và đầu tư mạnh mẽ vào nghiên cứu và phát triển để sản xuất công nghệ riêng của mình. Đến năm 1990, công ty có khoảng 600 nhân viên nghiên cứu và phát triển và bắt đầu thương mại hóa độc lập các thiết bị chuyển mạch PBX nhắm vào đối tượng khách sạn và doanh nghiệp nhỏ.
Để phát triển bất chấp sự cạnh tranh gay gắt từ Alcatel, Lucent và Nortel Networks, vào năm 1992, Huawei đã tập trung vào các thị trường ngách thu nhập thấp và khó tiếp cận..(tr12) Đội ngũ bán hàng của Huawei đã đi từ làng này sang làng khác ở các khu vực kém phát triển, dần dần chuyển sang các khu vực phát triển hơn.(tr12)
Bước đột phá lớn đầu tiên của công ty đến vào năm 1993 khi tung ra tổng đài điện thoại điều khiển chương trình C&C08. Đây là tổng đài mạnh mẽ nhất có mặt tại Trung Quốc vào thời điểm đó. Bằng cách ban đầu triển khai ở các thành phố nhỏ và vùng nông thôn và chú trọng đến dịch vụ và khả năng tùy chỉnh, công ty đã giành được thị phần và thâm nhập vào thị trường chính thống.
Huawei cũng đã giành được hợp đồng quan trọng để xây dựng mạng viễn thông quốc gia đầu tiên cho Quân Giải phóng Nhân dân. Năm 1994, người sáng lập Nhậm Chính Phi đã có cuộc gặp gỡ với Tổng Bí thư Đảng Cộng sản Trung Quốc, ông Giang Trạch Dân và nói với ông rằng "công nghệ thiết bị chuyển mạch liên quan đến an ninh quốc gia và một quốc gia không có thiết bị chuyển mạch của riêng mình giống như một quốc gia không có quân đội của riêng mình". Ông Giang Trạch Dân được cho là đã đồng ý với đánh giá này.
Trong những năm 1990, gã khổng lồ viễn thông Canada Nortel đã thuê ngoài việc sản xuất toàn bộ dòng sản phẩm của họ cho Huawei. Sau đó, họ cũng thuê ngoài phần lớn công việc kỹ thuật sản phẩm cho Huawei. Một bước ngoặt lớn khác đối với công ty đến vào năm 1996 khi chính phủ ở Bắc Kinh thông qua chính sách hỗ trợ rõ ràng các nhà sản xuất thiết bị viễn thông trong nước và hạn chế quyền truy cập của các đối thủ nước ngoài. Huawei được cả chính phủ và quân đội quảng bá như một nhà vô địch quốc gia và thành lập các văn phòng nghiên cứu và phát triển mới.

### Mở rộng ra nước ngoài
Bắt đầu từ cuối những năm 1990, Huawei đã xây dựng mạng lưới viễn thông trên khắp tiểu lục địa Sahara và Trung Đông. Công ty đã trở thành công ty viễn thông Trung Quốc quan trọng nhất hoạt động tại các khu vực này. Năm 1997, Huawei đã giành được hợp đồng cung cấp các sản phẩm mạng cố định cho công ty Hutchison Whampoa của Hồng Kông. Cuối năm đó, Huawei tung ra các sản phẩm GSM không dây và cuối cùng mở rộng sang cung cấp CDMA và UMTS. Năm 1999, công ty mở trung tâm nghiên cứu và phát triển (R&D) tại Bengaluru, Ấn Độ để phát triển nhiều loại phần mềm viễn thông.
Vào tháng 5 năm 2003, Huawei đã hợp tác với 3Com trong một liên doanh có tên gọi H3C, tập trung vào thiết bị mạng doanh nghiệp. Đây là sự trở lại thị trường bộ định tuyến và bộ chuyển mạch lõi cao cấp của 3Com, sau khi từ bỏ thị trường này vào năm 2000 để tập trung vào các lĩnh vực kinh doanh khác. 3Com đã mua lại cổ phần của Huawei trong liên doanh này vào năm 2006 với giá 882 triệu USD. Năm 2004, Huawei đã ký kết hợp đồng tín dụng trị giá 10 tỷ USD với Ngân hàng Phát triển Trung Quốc để cung cấp tài chính chi phí thấp cho khách hàng mua thiết bị viễn thông của Huawei để hỗ trợ việc bán hàng bên ngoài Trung Quốc. Dòng tín dụng này đã được tăng gấp ba lên 30 tỷ USD vào năm 2009. Năm 2005, các đơn đặt hàng hợp đồng nước ngoài của Huawei lần đầu tiên vượt quá doanh số trong nước. Huawei đã ký kết thỏa thuận khung toàn cầu với Vodafone. Thỏa thuận này đánh dấu lần đầu tiên một nhà cung cấp thiết bị viễn thông từ Trung Quốc nhận được trạng thái Nhà cung cấp được phê duyệt từ Vodafone Global Supply Chain.
Năm 2007, Huawei đã bắt đầu một liên doanh với nhà cung cấp phần mềm bảo mật của Mỹ, Symantec Corporation, được gọi là Huawei Symantec, với mục tiêu cung cấp các giải pháp tổng thể cho việc lưu trữ và bảo mật dữ liệu mạng. Huawei đã mua lại cổ phần của Symantec trong liên doanh này vào năm 2012, với việc tờ The New York Times lưu ý rằng Symantec lo ngại rằng mối quan hệ đối tác "sẽ ngăn cản họ thu thập thông tin mật của chính phủ Hoa Kỳ về các mối đe dọa trên mạng". Tháng 5 năm 2008, nhà mạng Australia Optus thông báo rằng họ sẽ thành lập cơ sở nghiên cứu công nghệ với Huawei tại Sydney. Tháng 10 năm 2008, Huawei đã đạt được thỏa thuận đóng góp cho mạng HSPA+ GSM mới đang được triển khai chung bởi các nhà mạng Canada Bell Mobility và Telus Mobility, cùng với Nokia Siemens Networks. Huawei đã cung cấp một trong những mạng thương mại LTE/EPC đầu tiên trên thế giới cho TeliaSonera ở Oslo, Na Uy vào năm 2009. Nhà viễn thông Telenor của Na Uy thay vào đó đã chọn Ericsson do lo ngại về bảo mật với Huawei.
Huawei Marine Networks đã cung cấp hệ thống cáp thông tin liên lạc dưới biển HANNIBAL cho Tunisie Telecom qua Biển Địa Trung Hải đến Ý vào năm 2009.(tr310) Vào tháng 7 năm 2010, Huawei lần đầu tiên được đưa vào danh sách Fortune 500 năm 2010 do tạp chí Fortune của Mỹ công bố, với doanh thu hàng năm là 21,8 tỷ USD và lợi nhuận ròng là 2,67 tỷ USD. Vào tháng 10 năm 2012, Huawei thông báo sẽ chuyển trụ sở chính tại Vương quốc Anh đến Green Park, Reading, Berkshire. Huawei cũng có hoạt động mở rộng tại Ireland kể từ năm 2016. Ngoài trụ sở chính tại Dublin, công ty còn có các cơ sở tại Cork và Westmeath.
Tháng 9 năm 2017, Huawei đã tạo ra mạng lưới nhận thức thành phố Internet of Things (IoT) băng thông hẹp (Narrowband IoT) sử dụng mô hình xây dựng "một mạng lưới, một nền tảng, N ứng dụng" tận dụng IoT, điện toán đám mây, dữ liệu lớn và các công nghệ thông tin và truyền thông thế hệ tiếp theo khác, công ty cũng đặt mục tiêu trở thành một trong năm nhà cung cấp dịch vụ đám mây lớn nhất thế giới trong tương lai gần. Vào tháng 4 năm 2019, Huawei đã thành lập Trung tâm Đào tạo Toàn cầu Huawei Malaysia (MGTC) tại Cyberjaya, Malaysia.. Tháng 11 năm 2020, Telus đã loại bỏ Huawei để ủng hộ Samsung, Ericsson và Nokia cho 5G/Mạng Truy cập Vô tuyến của họ.

### Hiệu suất gần đây

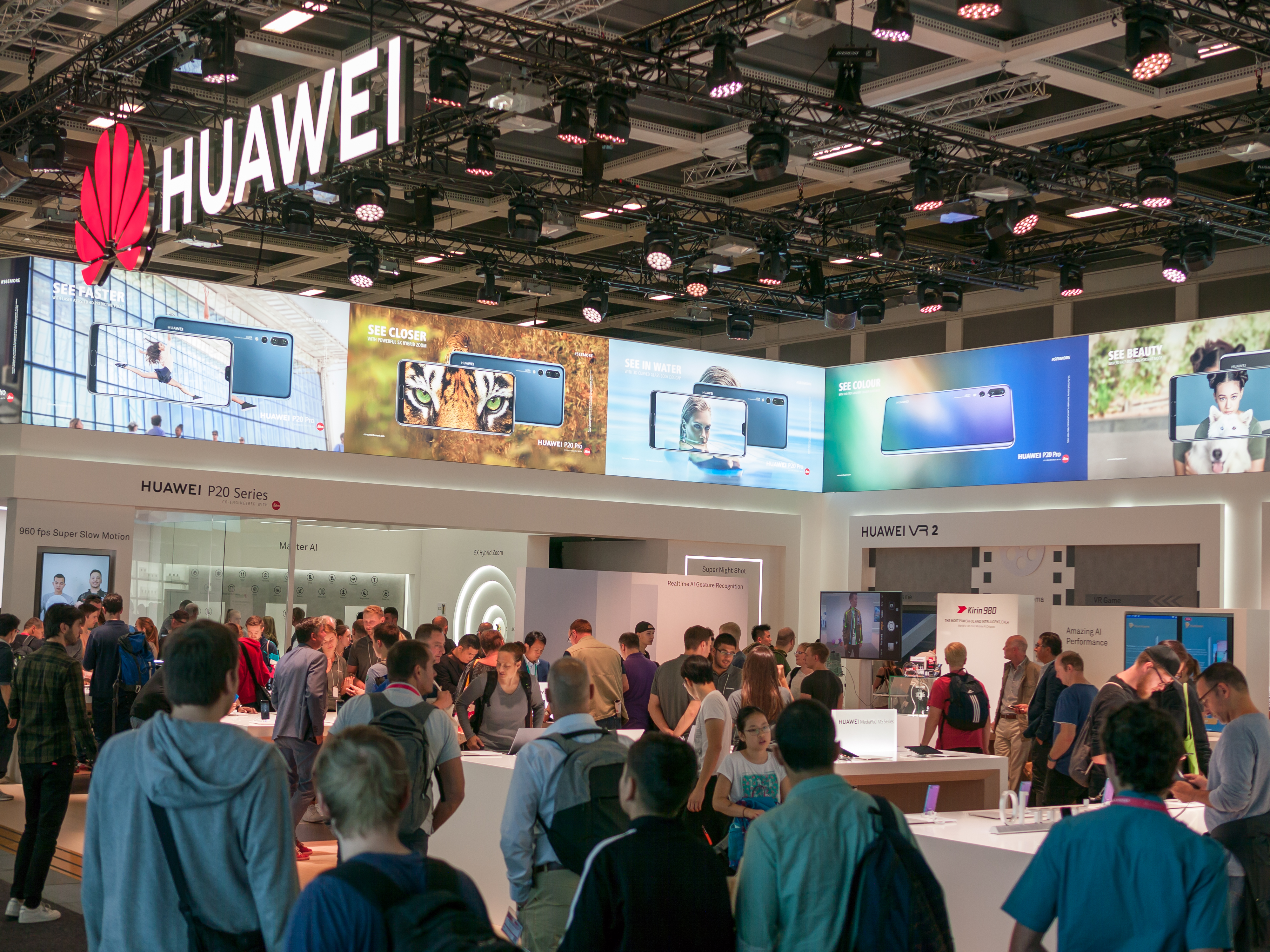
Huawei expo at IFA 2018 in Berlin

Đến năm 2018, Huawei đã bán được 200 triệu điện thoại thông minh. Họ báo cáo rằng nhu cầu mạnh mẽ của người tiêu dùng đối với điện thoại thông minh cao cấp đã giúp công ty đạt doanh thu tiêu dùng vượt quá 52 tỷ USD trong năm 2018.
Huawei công bố doanh thu toàn thế giới đạt 105,1 tỷ USD trong năm 2018, với lợi nhuận ròng đạt 8,7 tỷ USD. Doanh thu quý 1 năm 2019 của Huawei tăng 39% so với cùng kỳ năm ngoái, đạt 26,76 tỷ USD.
Năm 2019, Huawei báo cáo doanh thu đạt 122 tỷ USD. Đến quý 2 năm 2020, Huawei đã trở thành nhà bán điện thoại thông minh hàng đầu thế giới, lần đầu tiên vượt qua Samsung. Năm 2021, Huawei được xếp hạng là nhà đầu tư R&D lớn thứ hai thế giới bởi Trung tâm Nghiên cứu Liên hợp EU (JRC) trong Bảng xếp hạng Đầu tư R&D Công nghiệp EU và xếp thứ năm thế giới về số lượng bằng sáng chế của Mỹ theo báo cáo của Dịch vụ Bằng sáng chế IFI Claims của Fairview Research(tr10)
Tuy nhiên, các lệnh trừng phạt quốc tế nặng nề đã khiến doanh thu của Huawei giảm 32% trong quý 3 năm 2021. Đến cuối quý thứ ba năm 2022, doanh thu của Huawei đã giảm thêm 19,7% kể từ đầu năm. Tuy nhiên, trong năm thứ bảy liên tiếp, Huawei vẫn là ứng viên nộp đơn xin cấp bằng sáng chế hàng đầu cho các bằng sáng chế được nộp theo PCT , với 6494 đơn đã được công bố vào năm 2023 .
Đến giữa năm 2024, công ty đã phục hồi sau một thời gian ngắn sụt giảm doanh thu và lợi nhuận, đồng thời tiếp tục mở rộng. Hầu hết các linh kiện nước ngoài trong chuỗi cung ứng đã được thay thế thành công bằng các sản phẩm nội địa trong một khoảng thời gian tương đối ngắn. Trong quý đầu tiên của năm 2024, lợi nhuận của công ty đã tăng gần gấp sáu lần so với cùng kỳ năm trước, đạt gần 2,7 tỷ đô la Mỹ. Ngày 21 tháng 6 năm 2024, Huawei công bố HarmonyOS hiện đã được cài đặt trên hơn 900 triệu thiết bị và trở thành hệ điều hành di động phổ biến thứ hai tại Trung Quốc.

## Vần đề doanh nghiệp

### Văn hoá doanh nghiệp
Theo CEO và nhà sáng lập Nhậm Chính Phi, văn hóa doanh nghiệp của Huawei giống với văn hóa của ĐCSTQ , "phục vụ nhân dân hết lòng tức là lấy khách hàng làm trung tâm và có trách nhiệm với xã hội". ."(tr9). Nhậm thường xuyên tuyên bố rằng triết lý quản lý và chiến lược của Huawei là những ứng dụng thương mại của chủ nghĩa Mao.(tr11).

## Vị thế cạnh tranh
Huawei Technologies Co. Ltd. là nhà sản xuất thiết bị viễn thông lớn nhất thế giới vào năm 2012 và là nhà sản xuất thiết bị mạng điện thoại lớn nhất Trung Quốc. Với 3.442 bằng sáng chế, Huawei trở thành công ty nộp đơn đăng ký bằng sáng chế quốc tế số 1 thế giới vào năm 2014. Năm 2019, Huawei có số lượng bằng sáng chế được cấp thứ hai bởi Văn phòng Bằng sáng chế Châu Âu. Năm 2021, báo cáo Chỉ số Sở hữu trí tuệ Thế giới hàng năm của Tổ chức Sở hữu trí tuệ Thế giới (WIPO) xếp hạng số lượng đơn đăng ký bằng sáng chế được công bố theo Hệ thống PCT của Huawei là thứ 1 thế giới, với 5464 đơn đăng ký bằng sáng chế được công bố trong năm 2020.
Tính đến năm 2023, Huawei là nhà sản xuất thiết bị 5G hàng đầu và có thị phần thiết bị 5G lớn nhất, đồng thời đã xây dựng khoảng 70% trạm gốc 5G trên toàn thế giới.(tr182)

### Nghiên cứu và phát triển
Tính đến  năm 2021, hơn một nửa nhân viên của Huawei tham gia vào nghiên cứu.(tr119) Trong cùng năm, Huawei đã chi 22,1 tỷ USD cho R&D, tương đương khoảng 22,4% doanh số thuần, là một trong sáu công ty trên thế giới chi hơn 20 tỷ USD cho chi tiêu R&D. Công ty có 21 viện nghiên cứu và phát triển ở các quốc gia bao gồm Trung Quốc, Hoa Kỳ, Canada, Vương quốc Anh, Pakistan, Phần Lan, Pháp, Bỉ, Đức, Colombia, Thụy Điển, Ireland, Ấn Độ, Nga, Israel và Thổ Nhĩ Kỳ. Huawei cũng tài trợ cho các quan hệ đối tác nghiên cứu với các trường đại học như Đại học British Columbia, Đại học Waterloo, Đại học Western Ontario, Đại học Guelph và Đại học Laval.

## Tranh cãi
Huawei đã phải đối mặt với những lời chỉ trích về nhiều khía cạnh trong hoạt động của mình, chủ yếu liên quan đến cáo buộc rằng các sản phẩm của Huawei có các cửa hậu để chính phủ Trung Quốc do thám - phù hợp với luật trong nước yêu cầu công dân và công ty Trung Quốc hợp tác với tình báo nhà nước khi được yêu cầu. Giám đốc điều hành của Huawei đã liên tục bác bỏ những cáo buộc này, tuyên bố rằng công ty chưa bao giờ nhận được bất kỳ yêu cầu nào từ chính phủ Trung Quốc về việc đưa các cửa hậu vào thiết bị của mình, sẽ từ chối làm như vậy và luật pháp Trung Quốc không buộc họ phải làm như vậy.

### Cáo buộc về sự hỗ trợ của nhà nước
Martin Thorley của Đại học Nottingham lưu ý rằng một "công ty có quy mô như Huawei, hoạt động trong lĩnh vực được coi là nhạy cảm, đơn giản là không thể thành công ở Trung Quốc nếu không có mối liên hệ rộng rãi với Đảng". Klon Kitchen cho rằng sự thống trị 5G là điều cần thiết đối với Trung Quốc để đạt được tầm nhìn của mình, nơi "sự thịnh vượng của chủ nghĩa tư bản nhà nước được kết hợp với sự ổn định và an ninh của chủ nghĩa độc tài được hỗ trợ bởi công nghệ". Nigel Inkster của Viện Nghiên cứu Chiến lược Quốc tế cho rằng "sự tham gia của Huawei vào cơ sở hạ tầng 5G cốt lõi của các nền dân chủ tự do phương Tây phát triển là một sự thay đổi chiến lược đáng kể bởi vì 5G là một sự thay đổi đáng kể", với các "nhà vô địch viễn thông quốc gia" đóng một vai trò quan trọng, mà lần lượt là một phần của "chiến lược tham vọng của Trung Quốc nhằm định hình lại hành tinh phù hợp với lợi ích của mình" thông qua Sáng kiến Vành đai và Con đường. Vào ngày 7 tháng 10 năm 2020, Ủy ban Quốc phòng của Quốc hội Anh đã công bố một báo cáo kết luận rằng có bằng chứng về sự thông đồng giữa Huawei và nhà nước Trung Quốc và Đảng Cộng sản Trung Quốc, dựa trên mô hình sở hữu và trợ cấp của chính phủ mà công ty đã nhận được.
Người ta đã quan sát thấy rằng chính phủ Trung Quốc đã cấp cho Huawei nhiều hỗ trợ toàn diện hơn so với các công ty trong nước khác gặp khó khăn ở nước ngoài, chẳng hạn như ByteDance, vì Huawei được coi là "nhà vô địch quốc gia" cùng với Alibaba Group và Tencent. Trung Quốc cũng đã áp đặt thuế quan đối với hàng nhập khẩu của Úc vào năm 2020, dường như để trả đũa việc Huawei và ZTE bị loại khỏi mạng 5G của Úc vào năm 2018. Vào tháng 6 năm 2020, khi Vương quốc Anh cân nhắc đảo ngược quyết định trước đó cho phép Huawei tham gia vào 5G, Trung Quốc đã đe dọa trả đũa trong các lĩnh vực khác bằng cách ngừng đầu tư vào sản xuất điện và đường sắt cao tốc. Ủy ban quốc phòng của Hạ viện đã phát hiện ra rằng "Bắc Kinh đã gây áp lực thông qua "các mối đe dọa công khai và ngầm" để giữ Huawei trong mạng 5G của Vương quốc Anh".
Việc "các nhà ngoại giao Bắc Kinh lên tiếng bảo vệ [Huawei]" ở Liên minh Châu Âu cũng đã mâu thuẫn với tuyên bố của Huawei rằng công ty "hoàn toàn độc lập với chính phủ Trung Quốc". Theo một bản ghi âm thu được bởi Kringvarp Føroya, vào tháng 11 năm 2019, đại sứ Trung Quốc tại Đan Mạch, trong các cuộc gặp với các chính trị gia cấp cao của Faroe, đã trực tiếp liên kết việc mở rộng 5G của Huawei với thương mại Trung Quốc. Theo Berlingske, đại sứ đã đe dọa sẽ hủy bỏ một thỏa thuận thương mại được lên kế hoạch với Quần đảo Faroe, nếu công ty viễn thông Faroe Føroya Tele không cho Huawei xây dựng mạng 5G quốc gia. Huawei cho biết họ không biết về các cuộc họp này. Đại sứ Trung Quốc tại Đức, Ngô Khôn, cảnh báo rằng "sẽ có hậu quả" nếu Huawei bị loại trừ, và đưa ra "khả năng ô tô Đức bị cấm vì lý do an toàn".
The Wall Street Journal cho rằng Huawei đã nhận được khoảng "46 tỷ USD tiền vay và các hỗ trợ khác, cùng với 25 tỷ USD tiền giảm thuế" kể từ khi chính phủ Trung Quốc có lợi ích trong việc thúc đẩy một công ty cạnh tranh với Apple và Samsung. Cụ thể, các ngân hàng nhà nước của Trung Quốc như Ngân hàng Phát triển Trung Quốc và Ngân hàng Xuất nhập khẩu Trung Quốc cho vay cho khách hàng của Huawei với mức lãi suất thấp hơn và tiền mặt trả trước, thấp hơn đáng kể so với tài chính của đối thủ cạnh tranh, Ngân hàng Phát triển Trung Quốc cung cấp hạn mức tín dụng tổng cộng 30 tỷ USD từ năm 2004 đến năm 2009. Năm 2010, Ủy ban Châu Âu đã mở một cuộc điều tra về các khoản trợ cấp của Trung Quốc làm bóp méo thị trường toàn cầu và gây hại cho các nhà cung cấp châu Âu, và Huawei đã đề nghị bên khiếu nại ban đầu 56 triệu USD để rút lại khiếu nại nhằm cố gắng ngăn chặn cuộc điều tra. Ủy viên Thương mại châu Âu khi đó là Karel De Gucht đã phát hiện ra rằng Huawei đã tận dụng sự hỗ trợ của nhà nước để giảm giá thầu của đối thủ cạnh tranh lên tới 70%.

### Những cáo buộc về mối quan hệ với quân đội và tình báo
Năm 2011, một báo cáo của Open Source Enterprise đã nêu chi tiết những "nghi ngờ về mối liên hệ chặt chẽ tiềm năng giữa Huawei và Chính phủ Trung Quốc", chẳng hạn như việc cựu chủ tịch Sun Yafang từng làm việc cho Cục Truyền thông của Bộ An ninh Quốc gia (MSS).
Năm 2019, Nhậm Chính Phi tuyên bố: "Chúng tôi không bao giờ tham gia gián điệp và chúng tôi không cho phép bất kỳ nhân viên nào của chúng tôi thực hiện bất kỳ hành động nào như vậy. Và chúng tôi tuyệt đối không bao giờ cài đặt cửa hậu. Ngay cả khi chúng tôi được yêu cầu bởi luật pháp Trung Quốc, chúng tôi cũng sẽ kiên quyết từ chối.". Thủ tướng Trung Quốc, ông  Lý Khắc Cường được trích dẫn nói rằng "chính phủ Trung Quốc không và sẽ không yêu cầu các công ty Trung Quốc do thám các nước khác, loại hành động này không phù hợp với luật pháp Trung Quốc và không phải là cách Trung Quốc hành xử".
Một số chuyên gia cho rằng Huawei có nghĩa vụ pháp lý phải hợp tác với các cơ quan tình báo Trung Quốc, ngay cả khi không muốn. Điều này là do hai luật được chính phủ Trung Quốc thông qua vào năm 2017: Luật Tình báo Quốc gia và Luật An ninh mạng. Những luật này trao cho chính phủ Trung Quốc quyền hạn rộng rãi trong việc theo dõi và kiểm soát thông tin liên lạc và dữ liệu Năm 2019, các nhà nghiên cứu của Henry Jackson Society đã tiến hành phân tích 25.000 CV của nhân viên Huawei và phát hiện ra rằng một số người đã từng làm việc hoặc được đào tạo với Bộ An ninh Quốc gia Trung Quốc, Quân Giải phóng Nhân dân Trung Quốc (PLA), các học viện của PLA và một đơn vị quân đội bị cáo buộc hack các tập đoàn Mỹ, bao gồm 11 cựu sinh viên từ một trường kỹ thuật thông tin của PLA.
Một báo cáo của Bloomberg News cho biết rằng vào năm 2012, tình báo Úc đã phát hiện ra một cửa hậu trong mạng viễn thông của nước này và chia sẻ phát hiện của mình với Hoa Kỳ, những người đã báo cáo về các vụ tấn công tương tự. Được cho là do một bản cập nhật phần mềm từ Huawei mang theo mã độc đã truyền dữ liệu sang Trung Quốc trước khi tự xóa. Các nhà điều tra đã quản lý để khôi phục lại lỗ hổng và xác định rằng các kỹ thuật viên của Huawei có thể đã đẩy bản cập nhật thông qua mạng lưới thay mặt cho các cơ quan gián điệp của Trung Quốc. Huawei cho biết các bản cập nhật sẽ yêu cầu sự cho phép của khách hàng và không có bằng chứng cụ thể nào được đưa ra. Bộ Ngoại giao Trung Quốc gọi cáo buộc này là "sự vu khống". Các nhà khai thác viễn thông Úc là Optus và Vodafone đã bác bỏ việc họ bị ảnh hưởng. Ngoài ra, các quan chức an ninh cấp cao ở Uganda và Zambia đã thừa nhận rằng Huawei đóng vai trò quan trọng trong việc giúp chính phủ của họ theo dõi các đối thủ chính trị. Bên trong trụ sở chính của Liên minh châu Phi, có hệ thống máy tính được Huawei cung cấp và chính phủ Trung Quốc tài trợ, nhân viên IT phát hiện rằng việc truyền dữ liệu trên máy chủ của họ đạt đỉnh sau giờ làm việc từ tháng 1 năm 2012 đến tháng 1 năm 2017, với dữ liệu nội bộ của Liên minh châu Phi được gửi đến các máy chủ không xác định được lưu trữ ở Thượng Hải.
Vào tháng 5 năm 2019, một chiếc Huawei Mediapad M5 thuộc sở hữu của một kỹ sư IT người Canada sống ở Đài Loan được phát hiện là đang gửi dữ liệu đến các máy chủ ở Trung Quốc mặc dù không bao giờ được cấp phép làm như vậy, vì các ứng dụng không thể bị vô hiệu hóa và tiếp tục gửi dữ liệu nhạy cảm ngay cả sau khi xuất hiện là đã bị xóa. Vào cuối năm 2019, các quan chức Hoa Kỳ đã tiết lộ cho Vương quốc Anh và Đức rằng Huawei có khả năng khai thác các cửa hậu dành cho các quan chức thực thi pháp luật một cách bí mật kể từ năm 2009, vì các cửa hậu này được tìm thấy trên các thiết bị của nhà mạng như ăng-ten và bộ định tuyến, và thiết bị của Huawei được sử dụng rộng rãi trên toàn thế giới do chi phí thấp. Vương quốc Anh đã thành lập một phòng thí nghiệm do họ điều hành nhưng được Huawei trả tiền để đánh giá thiết bị của Huawei.(tr322) Sau 8 năm nghiên cứu, phòng thí nghiệm không xác định được bất kỳ cửa hậu nào của Huawei, nhưng kết luận rằng thiết bị của Huawei có các lỗi có thể bị tin tặc khai thác.(tr322)

### Các cáo buộc vi phạm lệnh trừng phạt đối với Iran
Vào tháng 12 năm 2012, Reuters đưa tin rằng "mối liên hệ sâu sắc" đã tồn tại từ năm 2010 giữa Huawei thông qua Mạnh Vãn Châu (khi đó là Giám đốc tài chính của công ty) và một nhà nhập khẩu viễn thông Iran có tên Skycom. Hoa Kỳ đã áp đặt lệnh trừng phạt kéo dài đối với Iran, bao gồm cấm nhập khẩu hàng hóa công nghệ của Hoa Kỳ vào Iran. Vào ngày 22 tháng 8 năm 2018, chính quyền của Tổng thống Trump và một tòa án ở New York, bao gồm cán bộ trong nội các của Trump, chính thức ban hành một lệnh bắt để Meng phải đối mặt với phiên tòa tại Hoa Kỳ. Vào ngày 1 tháng 12 năm 2018, Meng đã bị bắt giữ tại Canada theo yêu cầu của chính quyền của Trump. Cô đối diện với khả năng bị dẫn độ sang Hoa Kỳ để đối mặt với cáo buộc vi phạm chế độ trừng phạt.
Vào ngày 28 tháng 1 năm 2019, nội các của chính quyền Trump và công tố viên liên bang đã chính thức truy tố Meng và tập đoàn Huawei với 13 tội danh bao gồm gian lận ngân hàng và gian lận qua dây cáp (nhằm che giấu việc bán hàng công nghệ của Hoa Kỳ vào Iran, việc này vi phạm lệnh trừng phạt), gây cản trở công lý và lạm dụng bí mật thương mại. Bộ Tư pháp cũng đã đệ đơn yêu cầu dẫn độ Meng đến Hoa Kỳ với các cơ quan Canada cùng ngày đó. Huawei đã đáp trả các tội danh và tuyên bố rằng "khẳng định rằng tập đoàn Huawei, công ty con hoặc công ty liên kết của nó không vi phạm bất kỳ vi phạm nào được nêu lên", đồng thời khẳng định rằng Meng cũng vô tội. Bộ Công nghiệp và Công nghệ Thông tin Trung Quốc cho rằng các tội danh do Hoa Kỳ đưa ra là "bất công".
Vào ngày 27 tháng 5 năm 2020, thẩm phán Tòa án B.C. Tối cao quyết định rằng các quy trình dẫn độ đối với lãnh đạo Huawei nên tiếp tục, từ chối yêu cầu về tội phạm hai lần được đưa ra bởi đội luật vệ của Meng. Vào ngày 24 tháng 9 năm 2021, Bộ Tư pháp công bố rằng họ đã tạm ngừng các tội danh đối với Meng Wanzhou sau khi cô ký kết một thỏa thuận trì hoãn truy cứu với họ, trong đó cô thừa nhận đã giúp biến dạng mối quan hệ giữa Huawei và công ty con Skycom để làm ăn với HSBC nhằm giao dịch kinh doanh với Iran, nhưng không phải thú tội. Meng đã trở về Trung Quốc vào ngày 25 tháng 9 năm 2021.
Vào ngày 1 tháng 12 năm 2022, bên cùng công tố yêu cầu một thẩm phán bãi bỏ các tội danh gian lận ngân hàng và các tội danh khác đối với cô, và thẩm phán đã bãi bỏ các tội danh.

### Vi phạm sở hữu trí tuệ
Huawei đã dàn xếp với Cisco Systems, Motorola và PanOptis trong các vụ kiện vi phạm bằng sáng chế. Năm 2018, một tòa án Đức đã phán quyết chống lại Huawei và ZTE có lợi cho MPEG LA, tổ chức nắm giữ các bằng sáng chế liên quan đến Advanced Video Coding.
Huawei đã bị cáo buộc ăn cắp sở hữu trí tuệ. Vào tháng 2 năm 2003, Cisco Systems đã kiện Huawei Technologies vì cáo buộc vi phạm các bằng sáng chế của Cisco và sao chép trái phép mã nguồn được sử dụng trong các bộ định tuyến và bộ chuyển mạch của Cisco. Đến tháng 7 năm 2004, Huawei đã loại bỏ mã, sách hướng dẫn và giao diện dòng lệnh bị tranh chấp và vụ kiện sau đó đã được giải quyết ngoài tòa án. Là một phần của thỏa thuận dàn xếp, Huawei thừa nhận rằng họ đã sao chép một số phần mềm bộ định tuyến của Cisco.
Brian Shields, cựu giám đốc bảo mật của Nortel, cho biết công ty của ông đã bị tấn công bởi các tin tặc Trung Quốc vào năm 2004; thông tin đăng nhập của cấp quản lý đã được truy cập từ xa và toàn bộ máy tính đã bị chiếm quyền kiểm soát. Mặc dù Shields không tin rằng Huawei có liên quan trực tiếp, nhưng những người trong ngành tin rằng Huawei là một kẻ hưởng lợi. Các tài liệu bị đánh cắp bao gồm lộ trình sản phẩm, đề xuất bán hàng và các bài báo kỹ thuật. Shields đã "truy vết hầu hết các vụ tấn công trở lại địa chỉ IP và bốn nhà cung cấp dịch vụ Internet (ISP) ở Trung Quốc", điều này gợi ý rằng đây có vẻ như là "sự tham gia của một tổ chức có kỹ năng, được chính phủ chỉ đạo", có thể là Đơn vị 61398 của Quân đội Giải phóng Nhân dân. Nortel đã tìm kiếm sự giúp đỡ của RCMP nhưng không thành công. CSIS cho biết họ đã tiếp cận công ty nhưng bị từ chối. Một số chuyên gia an ninh mạng nghi ngờ về việc hack có quy mô lớn như Shields mô tả, gọi đó là "không có khả năng".
Trong một trường hợp khác, tại cơ sở của Nortel ở Texas vào năm 2000, một công ty bình phong đã mua và hoàn trả một thẻ quang học thay mặt cho Huawei, và trong quá trình điều tra pháp y, các kỹ sư của Nortel phát hiện ra rằng thiết bị "cạnh tranh" này đã bị tháo rời và thiết kế ngược, và khoảng thời gian này, các sản phẩm nhái của Nortel đang được bán ở Châu Á. Những cáo buộc này càng làm dấy lên nghi ngờ rằng gián điệp công nghiệp đã cho phép Huawei nhanh chóng phát triển sản phẩm.
Năm 2017, một bồi thẩm đoàn đã phát hiện ra rằng Huawei đã chiếm đoạt bí mật thương mại của T-Mobile US nhưng chỉ được bồi thường thiệt hại cho việc vi phạm hợp đồng nhà cung cấp; bồi thẩm đoàn đã không bồi thường cho T-Mobile cho các yêu cầu về gián điệp. Vào tháng 2 năm 2020, Bộ Tư pháp Hoa Kỳ đã cáo buộc Huawei tội tổ chức đánh bạc và âm mưu đánh cắp bí mật thương mại từ sáu công ty Mỹ. Huawei cho biết những cáo buộc đó, một số có từ gần 20 năm trước, chưa bao giờ được phát hiện là cơ sở cho bất kỳ phán quyết tiền tệ đáng kể nào.

### Triều Tiên
Các tài liệu bị rò rỉ vào năm 2019 cho thấy Huawei đã "bí mật giúp chính phủ Triều Tiên xây dựng và duy trì mạng lưới không dây thương mại của nước này", có thể vi phạm các lệnh trừng phạt quốc tế.

### Trại tập trung Tân Cương
Huawei đã hỗ trợ giám sát và giam giữ hàng loạt người Uyghur trong các trại tập trung ở Tân Cương, dẫn đến việc Bộ Ngoại giao Hoa Kỳ áp đặt trừng phạt. Huawei cũng đã thử nghiệm một AI nhận dạng khuôn mặt có thể nhận ra các đặc điểm cụ thể theo dân tộc để cảnh báo chính quyền về các thành viên của một nhóm dân tộc. Tháng 1 năm 2021, có thông tin cho rằng trước đây Huawei đã nộp đơn xin cấp bằng sáng chế với Cục Quản lý Quyền sở hữu Trí tuệ Quốc gia Trung Quốc cho công nghệ nhận dạng người đi bộ Uyghur.
Năm 2019, Viện Chính sách Chiến lược Úc, một tổ chức tư vấn thường được mô tả là có quan điểm diều hâu trên các phương tiện truyền thông Úc, đã cáo buộc Huawei hỗ trợ giam giữ hàng loạt người Uyghur trong các trại tập trung ở Tân Cương. Công nghệ Huawei được sử dụng bởi lực lượng an ninh nội bộ Tân Cương để phân tích dữ liệu, và các công ty cung cấp cho Huawei hoạt động ở khu vực Tân Cương bị cáo buộc sử dụng lao động cưỡng bức. Tuy nhiên, Huawei đã phủ nhận những báo cáo này.

## Lệnh cấm và hạn chế
Một số hoặc tất cả các sản phẩm của Huawei bị cấm hoặc hạn chế ở Úc, Canada, Ấn Độ, Nhật Bản, Thụy Điển, Vương quốc Anh, Hoa Kỳ và Việt Nam. Vào tháng 10 năm 2022, Vương quốc Anh đã gia hạn thêm một năm thời hạn loại bỏ thiết bị Huawei cốt lõi khỏi các chức năng mạng đến cuối năm 2023. Lệnh cấm, được công bố lần đầu tiên vào năm 2020 sau áp lực từ Mỹ, kêu gọi loại bỏ tất cả thiết bị Huawei khỏi mạng 5G của Vương quốc Anh vào cuối năm 2027, điều này vẫn không thay đổi.
Vào tháng 9 năm 2023, Bộ Nội vụ Liên bang Đức đã đề xuất loại bỏ tất cả các thiết bị của Trung Quốc, bao gồm Huawei, khỏi mạng 5G của mình vào năm 2026.